# Перепілка чорновола
Перепілка чорновола (Coturnix coromandelica) — вид куроподібних птахів родини фазанових (Phasianidae). Поширений в Південній Азії.

## Поширення
Перепілки чорноволі є рідними для Індійського субконтиненту та частини Південно-Східної Азії. В Індії вони особливо поширені в південних і східних районах. Однак після початку мусонних опадів вони мігрують до сухіших земель і регулярно досягають рівнин і пагорбів східного Пакистану, а на північному сході — Ассаму, Маніпуру та Бірми. Ці птахи присутні, хоч і в обмеженій кількості, у північному та центральному Таїланді, Камбоджі та В'єтнамі. Взимку вони відвідують Шрі-Ланку і кочують уздовж кордону з Непалом і Бангладеш. 
Відвідують відкриті прерії та оброблені поля, а також сухі рисові поля та стерню, особливо коли вони чергуються з заростями джунглів. Вони також зустрічаються на чайних плантаціях у міських садах. Ці птахи живуть на висоті до 2500 метрів у гірських станціях. Вони гніздяться на висоті близько 1800 метрів.

## Опис
Птах завдовжки 16-18 см і вагою 64-85 г. У шлюбний період дзьоб чорнуватий. В інші пори року він темно-коричневий із більш світлою основою. Райдужка коричнева. Колір ніг змінюється від тілесного до рожево-сірого, але під час розмноження стають рожевішими. 
Статі диморфні. У дорослого самця пір'я на лобі і маківці чорнуваті зі світлими плямами. Верх ідеально розділений навпіл довгою тонкою замшевою смугою. З обох боків він облямований довгою білуватою бровою, яка спускається з обох боків шиї. Широка коричнева смуга починається від лобової області, проходить нижче очей і досягає рівня плеча. Тонка біла смуга перетинає щоки, доходить до центру горла і згинається до вушних раковин. Нижня частина вушної раковини, боки горла і шия білі; вони відокремлені від грудей тонкою чорною лінією, що проходить під ними. Боки шиї і грудей рожево-коричневого кольору. Боки кориці з дуже чіткими чорними смугами та менш помітними білими смугами. Центр грудей і верхня частина живота чорні, а боки поцятковані довгими переривчастими чорнуватими смугами. Кількість чорного кольору на нижній частині тіла дуже різноманітна. Нижня частина черева білувата. Верхня частина темно-коричнево-коричнева, з інтенсивними чорнуватими плямами, червоними смугами та червоними смугами, облямованими чорним краєм. Крила тьмяно-коричневі, але вкриті тонкими смугами та ледь помітними смужками. Первинні та вторинні мають однорідний коричневий колір. Коричневий хвіст з ледь помітними смужками. У дорослої самиці немає чорного горла, а візерунки обличчя менш складні, ніж у самця. Обличчя та нижня частина мають більш світлий землистий колір.

## Спосіб життя
Перепілка чорновола є майже виключно вегетаріанцем. Харчується насінням як диких, так і культурних рослин. На відміну від інших видів перепелів, вони ловлять менше дрібних безхребетних.
Ці перепілки моногамними птахами . Вони гніздяться в невеликій западині, створеній подряпинами на землі та заповненій сухою травою. Самиця будує гніздо у високій траві, можливо, в місцевості, вкритій чагарниками. Кладка включає від 4 до 6 яєць, але може бути відкладено до 18 яєць. У цьому випадку це, безсумнівно, кладки кількох самок, які були відкладені в одному гнізді. Яйця білуваті або світло-коричневі, з більш-менш численними шоколадно-коричневими вкрапленнями або плямами. Самиця насиджує сама протягом 18 або 19 днів. Зазвичай буває лише один виводок на рік. Гніздовий період триває з березня по жовтень (іноді до грудня). Його тривалість значною мірою залежить від інтенсивності та якості опадів. У вигодовуванні та вихованні пташенят також бере участь самець.